# När kärleken dödar
När kärleken dödar är en svensk kort dramafilm från 1913 i regi av Mauritz Stiller. 

## Om filmen
Filmen premiärvisades 7 mars 1913 vid Verdensspeile i Kristiania Norge. Den spelades in vid Svenska Biografteaterns ateljé på Lidingö med exteriörer från Stockholms omgivningar av Julius Jaenzon.  

## Rollista (i urval)
- Victor Sjöström – Oscar Falck, målare
- Bergliot Husberg – Irma, modell
- Georg af Klercker – Bjelke, greve
- Emil Ljungqvist – Berg, Irmas far, förvaltare hos greven
- William Larsson  Konstsamlare